# Рубалькаба, Алексис
Алексис Рубалькаба Польедо (исп. Alexis Rubalcaba Polledo; род. 9 сентября 1972, Педро-Бетанкур) — кубинский боксёр, представитель супертяжёлой весовой категории. Выступал за сборную Кубы по боксу на протяжении 1990-х годов, серебряный призёр чемпионата мира, чемпион Панамериканских игр, обладатель серебряной медали Игр доброй воли, победитель и призёр многих турниров международного значения, участник двух летних Олимпийских игр.

## Биография
Алексис Рубалькаба родился 9 сентября 1972 года в городе Педро-Бетанкур провинции Матансас, Куба.
Впервые заявил о себе как боксёр в сезоне 1991 года, когда стал бронзовым призёром чемпионата Кубы в супертяжёлой весовой категории, уступив на стадии полуфиналов титулованному Роберто Баладо. В 1992, 1993, 1994 и 1995 годах так же становился бронзовым призёром кубинского национального первенства.
Наконец, в 1996 году одержал победу на чемпионате Кубы по боксу и вошёл в основной состав кубинской национальной сборной. Отметился победой на Кубке Химии в Галле и благодаря череде удачных выступлений удостоился права защищать честь страны на летних Олимпийских играх в Атланте — в категории свыше 91 кг благополучно прошёл первого соперника по турнирной сетке итальянца Паоло Видоца, тогда как во втором четвертьфинальном бою со счётом 12:17 потерпел поражение от представителя Тонга Паэа Вольфграмма.
В 1997 году вновь был лучшим в зачёте кубинского национального первенства, побывал на чемпионате мира в Будапеште, откуда привёз награду серебряного достоинства, выигранную в супертяжёлом весе — в решающем финальном поединке был остановлен грузином Георгием Канделаки. Помимо этого, получил золото на Мемориале Феликса Штамма в Польше, стал серебряным призёром международного турнира «Хиральдо Кордова Кардин».
На чемпионате Кубы 1998 года попасть в число призёров не смог. При этом отметился победой на Гран-при Усти в Чехии, на Кубке Химии в Галле, на «Хиральдо Кордова Кардин», завоевал серебряную медаль на Играх доброй воли в Нью-Йорке.
В 1999 году вернул себе звание чемпиона Кубы в супертяжёлой весовой категории. Вновь был лучшим на «Хиральдо Кордова Кардин», занял первое место на Панамериканских играх в Виннипеге, выступил на мировом первенстве в Хьюстоне, где на стадии четвертьфиналов был побеждён итальянцем Паоло Видоцем.
Находясь в числе лидеров боксёрской команды Кубы, Рубалькаба прошёл отбор на Олимпийские игры 2000 года в Сиднее — снова сумел выиграть только у одного соперника, проиграв во втором бою казаху Мухтархану Дильдабекову со счётом 15:25.
Впоследствии оставался действующим боксёром ещё в течение нескольких лет, однако места в основном составе сборной лишился, в частности уступил в конкурентной борьбе Педро Карриону и Микелю Лопесу Нуньесу.